# كتلة بونور-إبرت
كتلة بونور-إبرت (بالإنجليزية: Bonnor–Ebert mass)‏، في الفيزياء الفلكية هي أكبر كتلة كروية من غاز ايزوثيرمي في وسط مضغوط يمكنها البقاء في حالة إتزان هيدروستاتيكي. السحب الغازية التي لها كتلة أكبر من قيمة كتلة بونور-إبرت ستعاني من إنهيار تجاذبي لينتج عنها جسم أصغر حجماً وأعلى كثافةً، كما في عملية إنكماش السحب الغازية لتوليد نجم أولي، تعتبر قيمة كتلة بونور-إبرت مقدار مهم في دراسة تكون النجوم.
تعطى كتلة بونور-إبرت لسحابة غازية في وسط من الغاز بضغط ({\displaystyle p_{0}})، بالمعادلة التالية:
{\displaystyle M_{BE}(p_{0})={225 \over {32{\sqrt {5\pi }}}}{c_{s}^{4} \over {(aG)}^{3/2}}{1 \over {\sqrt {p_{0}}}}}
حيث أن ({\displaystyle G}) هو الثابت العام للجاذبية، و({\displaystyle c_{s}\equiv {\sqrt {kT/{\mu m_{H}}}}}) هي سرعة الصوت الإيزوثيرمية عند ({\displaystyle \gamma =1})، ({\displaystyle \mu }) كتلة الجزيئة، ({\displaystyle a}) ثابت تناسب عديم الوحدة يعتمد على توزيع الكتلة في السحابة قيمته تساوي ({\displaystyle a=1}) لسحابة تملك توزيع كتلة متجانس، ولسحابة ذات كثافة متزايدة بإتجاه المركز تكون قيمته حوالي ({\displaystyle a\approx 1.67}).